# گراند مووران
گراند مووران (به لاتین: Grand Muveran) یک کوه در سوئیس است که در کانتون وله واقع شده‌است. گراند مووران ۳٬۰۵۱ متر بالاتر از سطح دریا واقع شده‌است.